# Meles Zenawi
Meles Zenawi Asres (Adwa, Tigré, 1955. május 8. – Brüsszel, Belgium, 2012. augusztus 20.) Etiópia miniszterelnöke haláláig, korábban elnöke. 1985 óta a Tigrinya Népi Felszabadító Front elnöke és a jelenleg kormányzó Etióp Népi Forradalmi Demokrata Front vezetője. Születési neve Legesse, melyet egy 1975-ben kivégzett forradalmár egyetemista tiszteletére változtatott Melesre.

## Élete
Meles Zenawi Tigré tartományban, Adwa városában született 1955 május 8-án. Apja helyből, anyja a mai Eritrea területén fekvő Adi Quala városból származott. Az Addisz-Abeba-i Wingate középiskolában érettségizett, majd a város egyetemén orvostudományt tanult. Tanulmányait politikusként is folytatta: 1995-ben mesterfokozatot szerzett az angliai Milton Keynes egyetemén üzleti igazgatásból, 2004-ben pedig a holland Erasmus Egyetemen gazdaságtanból. 2002-ben a dél-koreai Hannam Egyetem tiszteletbeli doktorrá avatta.
Meles felesége Azeb Mesfin, három gyermekük van. Mesfin is politikai pályára lépett, a parlament egyik szociális bizottságának elnöke, több az AIDS, a csecsemőhalandóság ellen és a nők jogaiért küzdő szervezet tagja.
Számos nemzetközi szervezet vezetésében is részt vesz: társelnöke az Afrikai Globális Koalíciónak, 1995-96-ban az Afrikai Egységszervezet (ma: Afrikai Unió) elnöke, 2007-től Végrehajtó Bizottságának elnöke, emellett a londoni G8 és G20 csúcson Afrikát képviselte, a 2009-es koppenhágai csúcson pedig az afrikai küldöttséget vezette.

## Politikai pályája

### Tevékenysége az etióp polgárháborúban (1975-91)
Meles 1975-ben két évre megszakította addisz-abebai egyetemi tanulmányait és csatlakozott a Tigrinya Népi Felszabadító Fronthoz, ahol egy csoportot (Marxista-leninista Tigrinya Liga) alapított. A párt harcolt az etióp polgárháborúban a Derg és vezetője, Mengisztu Hailé Mariam ellen. Melest 1979-ben a Vezető Bizottság, 1983-ban a Végrehajtó Bizottság elnökévé választották. A párt fontos személyiségeként a polgárháború végén a különböző ellenzéki csoportokból alakult Etióp Népi Forradalmi Demokrata Front egyik kulcsembere lett, majd 1991-től Etiópia ideiglenes Kormányának elnöke lett.

### Az Ideiglenes Kormány élén (1991-95)
A kommunista rezsim összeomlása után, 1991-ben az Etióp Népi Forradalmi Demokrata Front szerezte meg a hatalmat. Viszonylag széles belső támogatottságra számíthattak, de több nemzetiségek által lakott területen (Eritrea, Szomália) erős, Addisz-Abebában békés ellenállásba ütköztek. A hidegháború lezárultával nem volt világos az ország nemzetközi helyzete sem (pl. több a kommunista rezsimet megbuktató párt, köztük a Tigrinya Népi Felszabadító Front is marxista alapokon állt).
1991 júliusában Konventet hívtak össze, ahol a nemzetiségek képviselői (24 csoport) vettek részt. Itt Meles elnöki megbízatását kiterjesztették az 1995-ös választásokig. Az 1993-as népszavazáson Eritrea lakosságának többsége az elszakadás mellett döntött, a tartomány 1994 májusában elszakadt Etiópiától.

### Etiópia miniszterelnöke (1995-2012)
Az 1995-ös választásokon Meles Zenawit Etiópia miniszterelnökévé választották, majd 2000-ben újraválasztották. A választásokat külföldi megfigyelők szabályosnak s tisztának tartották, bár helyenként számos törvénysértésre is fény derült. 2005-ben kisebb különbséggel és jóval vitatottabban ugyan (a tüntetésekben 193 tiltakozó vesztette életét), de harmadszor is megnyerte a választásokat, és újra ő lett a miniszterelnök.

## Belpolitika
Meles Zenawi Etiópia fejlődésének alapjait a mezőgazdaságban látta, ezért 1991-től számos agrárreformot vezetett be, ami elősegítette a termelés növekedését csökkentve az éhségek kialakulásának esélyét. Az exportban a korábban szinte egyedülálló kávé mellett nagy hangsúlyt fektetnek más termékek elterjesztésére is (cukor, élőállat, pár év alatt az ország Afrika második legnagyobb virágexportőrévé vált). Hangsúlyos az igen fejletlen ipartámogatása is: Etiópia első személyautó- és autóbusz gyára, valamint sok kormányzati támogatást kap a textil-, bőr- és élelmiszeripar.
Etiópia történetében először ő vezetett be többpártrendszert, és az első szabad választások megtartása (1995) is a nevéhez fűződik. Az ellenzék gyakran kételkedik a választások tisztaságában, a kormányzó pártot az ellenzék elnyomásával, a hosszú ideje hatalmon lévő Melest pedig diktatúrával vádolják és lemondásra szólítják fel.
A nemzetiségek békés egymás mellett élését elősegítő, 1995-ben bevezetett etnikai alapú szövetségi rendszert is sok kritika éri. A nagyobb nemzetiségek megkapták ugyan az autonómiát és az országtól való különválás jogát, de az ellenzők szerint ez csak megerősítette az amharák vezető szerepét az országban. bizonyos nemzetiségek még nagyobb önállóságot, akár az országtól való elszakadást, mások az erősebb központi kormányzást szeretnék elérni.
Kevésbé vitathatóak Meles reformjainak gazdasági és kulturális eredményei. 1991-ben Etiópia az egyik - ha nem a - legszegényebb ország volt a világon. Az ő irányítása alatt a gazdaság jelentős fejlődésen ment keresztül (2005-2008 évi átlag 9%-os GDP növekedés). Az eredmények ellenére Etiópia fejenként 800 dolláros GDP-jével még mindig a világ legszegényebb országai közé tartozik.
Az írni-olvasni tudók aránya az 1990-es 50%-ról 2002-re 65%-ra nőtt. A megfelelő korosztályból iskolába járó gyerekek aránya pedig az 1991-es 27%-ról 2006-ra 85%-ra nőtt. A 13 500 általános és 500 középiskola legnagyobb része a Meles-korszakban épült, több főiskola és egyetem nyílt az utóbbi pár évben, mint előtte összesen (pl. 2007-ben 12).
A teljes vallás- és sajtószabadság bevezetése szintén Meles Zenawi nevéhez kötődik. A nemzetiségek saját nyelvhasználathoz aló jogot kaptak, a szövetségi államoknak saját hivatalos nyelvük a helyben beszélt legnagyobb nyelv. 1991 óta sokat javult a nők helyzete is, részben Meles feleségének munkássága miatt.

## Külpolitika
- Egyiptom: az Egyiptommal való viszony fő kérdése a Nílus vizének hasznosítása. A Nílus vízhozamának85%-a Etiópiából érkezik Egyiptomba (Kék-Nílus), és a felhasználást nem szabályozzák nemzetközi szerződések.
- Eritrea: elődeihez hasonlóan Meles Zenawi is egy szövetségi államformát képzelt el Etiópia és Eritrea között. Az etióp polgárháború alatt jó viszony alakult ki a Tigrinya Népi Felszabadító Front és az eritreai felkelők vezére Isaias Afewerki között, ami az ország függetlenné válása (1994)után hamar megromlott. Egy határvita pedig az 1998 és 2000 között zajló etióp-eritreai háború kitöréséhez vezetett. A két ország közötti feszültség a békekötés után is magas maradt.
- Szomália: az ogadeni háború és az etióp-szomáli határháború után az 1990-es években széthulló egységes Szomália az etióp diplomácia egyik legfontosabb terepévé vált. Etiópia elismeri az Ideiglenes Szövetségi Kormányt, és annak oldalán többször (2006-2009) fegyveresen is beavatkozott a szomáli polgárháborúba.

## Művei
- Küzdelem Eritreáért: Honnan hova? (1980)
- Afrikai fejlődés: a halál vége és új kezdet (2006)
- Mezőgazdasági fejlesztés - iparosításhoz vezet (stratégia)

## Fordítás
- Ez a szócikk részben vagy egészben  a   Meles Zenawi című angol Wikipédia-szócikk fordításán alapul.  Az eredeti cikk szerkesztőit annak laptörténete sorolja fel. Ez a jelzés csupán a megfogalmazás eredetét és a szerzői jogokat jelzi, nem szolgál a cikkben szereplő információk forrásmegjelöléseként.